# シルヴィア・シムズ
シルヴィア・シムズ（Sylvia May Laura Syms、OBE、1934年1月6日 - 2023年1月27日）は、イングランドの女優。
ロンドン・ウーリッジ出身。王立演劇学校に学ぶ。卒業後ウェスト・エンドで初舞台を踏み、巡業劇団を経てデビュー。舞台、映画、テレビドラマと幅広く出演した。歴史上の人物も多く演じ、1991年のテレビ映画Thatcher: The Final Daysではマーガレット・サッチャー、2006年の映画『クィーン』ではエリザベス王太后を演じた。2007年に大英帝国勲章(OBE)を授与された。
2023年1月27日、89歳で死去。
娘のビーティ・エドニーも女優。

## 主な出演作品

### 映画
- 恐怖の砂 Ice Cold in Alex (1958年)
- 大学は花ざかり Bachelor of Hearts (1958年)
- 香港定期船 Ferry to Hong Kong (1959年)
- 女体入門 Expresso Bongo (1959年)
- 戦塵未だ消えず Conspiracy of Hearts (1960年)
- スージー・ウォンの世界 The World of Suzie Wong (1960年)
- ローマの女戦士 Le vergini di Roma (1961年)
- 犠牲者 Victim (1961年)
- 激流ナイルの恋 East of Sudan (1964年)
- クロスボー作戦 Operation Crossbow (1965年)
- 謀略ルート Danger Route (1967年)
- セイント/フィクションメーカーズ The Fiction Makers (1968年)
- ならず者たち The Desperados (1969年)
- 野にかける白い馬のように Run Wild, Run Free (1969年)
- 20年目の復讐 Hostile Witness (1969年)
- アサイラム・狂人病棟 Asylum (1972年)
- 夕映え The Tamarind Seed (1974年)
- バイオレンス・ジャック/それはノックで始まったGive Us Tomorrow (1978年)
- ビギナーズ Absolute Beginners (1986年)
- 浮気なシナリオ A Chorus of Disapproval (1988年)
- 旅する女/シャーリー・バレンタイン Shirley Valentine (1989年)
- 嵐の中で輝いて Shining Through (1992年)
- ダーティ・ウィークエンド Dirty Weekend (1993年)
- アンジェロの家 The House of Angelo (1997年)
- ロイヤル・セブンティーン What a Girl Wants (2003年)
- ブラザー・ハート I'll Sleep When I'm Dead (2003年)
- ポセイドン・アドベンチャー The Poseidon Adventure (2005年) テレビ映画
- クィーン The Queen (2006年)

### テレビドラマ
- セイント 天国野郎 The Saint (1964年-1968年)
- 秘密諜報員ジョン・ドレイク Danger Man (1965年)
- ザ・バロン The Baron (1966年)
- No.2 探偵ストレンジ Strange Report (1969年)
- ザ・アドベンチャー The Adventurer (1972年)
- ミス・マープル「予告殺人」 Miss Marple: A Murder Is Announced (1985年)
- ドクター・フー Doctor Who (1989年)
- ルース・レンデル・ミステリー The Ruth Rendell Mysteries (1989年-1998年)
- カヴァナQ.C. Kavanagh QC (1996年)
- ダルグリッシュ警視シリーズ 原罪 Original Sin (1997年) ミニシリーズ
- ドクトル・ジバゴ Doctor Zhivago (2002年)
- 判事ディード 法の聖域 Judge John Deed (2006年)
- ダルジール警視 Dalziel and Pascoe (2006年)
- イーストエンダーズ EastEnders (2007年-2010年)
- ニュー・トリックス〜退職デカの事件簿〜 New Tricks (2008年)
- アガサ・クリスティー ミス・マープル「殺人は容易だ」 Agatha Christie's Marple: Murder is Easy (2008年)
- 犯罪捜査官アナ・トラヴィス Above Suspicion (2010年)
- 禁断の関係 〜愛と憎しみのブーケ〜 Bouquet of Barbed Wire (2010年) ミニシリーズ
- 私立探偵ジャクソン・ブロディ Case Histories (2011年)
- Rev. Rev. (2011年)
- ジェントルマン・ジャック 紳士と呼ばれたレディ Gentleman Jack (2019年)